# Paweł Uchański
Paweł Uchański herbu Radwan (zm. 18 lutego 1590 roku w Konstantynopolu) – wojewoda bełski w latach 1588–1590, kasztelan bełski w 1575 roku, starosta drohobycki, starosta krasnostawski w latach 1574–1575, przedstawiciel dyplomatyczny Rzeczypospolitej w Imperium Osmańskim w 1589 roku, przedstawiciel dyplomatyczny Rzeczypospolitej w Państwie Kościelnym, współpracownik kardynała Stanisława Hozjusza podczas pobytu we Włoszech w latach 1569 - 1579. 

## Życiorys
Był synem Tomasza, łowczego bełskiego, i bratankiem Jakuba, prymasa Polski, oraz Arnolfa, wojewody płockiego. Córka Pawła – Helena – została wydana za mąż za Mikołaja Daniłowicza, podskarbiego wielkiego koronnego.
Poseł na sejm koronacyjny 1587/1588 roku z województwa ruskiego.